# Calcahualco
Calcahualco è una municipalità dello stato di Veracruz, nel Messico centrale, il cui capoluogo è la località omonima.
Conta 12.929 abitanti (2010) e ha una estensione di 134,23 km². 		
Il nome in lingua nahuatl significa luogo delle case abbandonate.